# Wroników
Wroników – wieś w Polsce położona w województwie łódzkim, w powiecie piotrkowskim, w gminie Rozprza.
W latach 1975–1998 miejscowość administracyjnie należała do województwa piotrkowskiego.
Wieś Wroników jest to bardzo stara miejscowość, należąca do rodu Jelitczyków herbu Koźlerogi, potomków słynnego Floriana Szarego. 
Według dokumentów z 1409 roku bracia: Florian i Żegota, synowie Wielkiego Chorążego Ziemi Sieradzkiej, dzielą swój majątek. Żegota bierze Majkowice – gniazdo rodzinne, gdzie leży ich zamek "Surdęga" oraz Laski, a Florian otrzymuje Woźniki i Wroników. [za www.rozprza.pl]

## Zabytki
Według rejestru zabytków Narodowego Instytutu Dziedzictwa na listę zabytków wpisane są obiekty:
- dwór, drewniany, XVIII w., nr rej.: 464-IX-48 z 27.11.1948 (nie istnieje?)
- karczma, drewniana, nr rej.: 1016/462-IX-48 z 27.11.1948 (nie istnieje?)
- karczma, nr rej.: 1017/463-IX-48 z 27.11.1948 (nie istnieje?)